# العميل (مسلسل)
العميل هو مسلسل دراما وإثارة بمشاركة ممثلين سوريين و‌لبنانيين وإنتاج مجموعة إم بي سي وشركة القمر التركية، مقتبس عن المسلسل التركي في الداخل المقتبس بدوره عن الفيلم الأمريكي الشهير The Departed، والمقتبس بدوره من الفيلم الصيني (Internal Affairs)، بطولة أيمن زيدان، وسامر إسماعيل، ووسام فارس، ويارا صبري، وهند باز وأيمن رضا، عُرض في أغسطس 2024 على قنوات إم بي سي ومنصة شاهد. أُنتج وصُور في تركيا.

## قصة المسلسل
تدور قصة المسلسل حول الأخوين أمير ووسام اللذَين يفرقهما القدر منذ الصغر، يكبر أمير ليصبح ضابط شرطة، لكنه ينضم لعصابة في عملية سرية. بينما يكبر أخوه وسام، الذي اختُطف عندما كان طفلاً، ليصبح جزءًا من نفس العصابة. يعمل الأخوان معًا دون معرفة كل منهما حقيقة الآخر، ويتشابك مصيرهما في إطار مثير مليء بالتشويق.
أما ملخص الوارد على منصة شاهد فكان على النحو الآتي: «يتوجب على نقيب في الشرطة اختراق عصابة إجرامية ذائعة الصيت ليكشف النقاب لاحقًا عن خفايا أكثر تعقيدا مما كان يتوقع.»

## الممثلون
- أيمن زيدان (ملحم)
- سامر إسماعيل (أمير)
- وسام فارس (وسام)
- يارا صبري (ميادة)
- رشا بلال (خولة)
- ميا سعيد (نور)
- عبدو شاهين (كمال)
- فادي صبيح (وسوف)
- أيمن رضا (حيان)
- محمد عقيل (هلال)
- همام أيمن رضا (بركات)
- طلال الجردي (خليل)
- حازم زيدان (بلال)
- سامر كحلاوي (عبود)
- محمد شمص (سامي)
- هند باز (نرمين)
- يامن فيومي (سهيل)
- جاد خاطر (يامن)
- فيروز أبو حسن (سما)
- قاسم منصور (جواد)
- زياد علي (مصطفى)
- دانا حلبي (دونا)
- شادي عرداتي (ياسر)
- بيدروس برصوميان (جمال)
- علي يونس (ميلاد)[3]